# Hemisaga vepreculae
Hemisaga vepreculae es una especie de insecto ortóptero de la familia Tettigoniidae endémica de Australia.